# Ж'яр-над-Гроном
Ж'яр-над-Гроном (словац. Žiar nad Hronom, сленг: Žiar, німецька Heiligenkreuz, угор. Garamszentkereszt; до 1920 Svätý Kríž та до 1955 Svätý Kríž nad Hronom) — місто, громада в окрузі Ж'яр-над-Гроном, Банськобистрицький край, Словаччина. Адміністративний центр однойменного округу Ж'яр-над-Гроном. Кадастрова площа громади — 39,09 км². Населення — 19 188 осіб (за оцінкою на 31 грудня 2017 р.).
Перша згадка 1075 року.

## Населення
| Рік:            | 1994.  | 2004.   | 2014.   | 2024.    |
| --------------- | ------ | ------- | ------- | -------- |
| Кількість осіб: | 20 261 | 19 718  | 19 558  | 16 677   |
| Різниця:        |        | -2,68 % | -0,81 % | -14,73 % |

| Рік:            | 2023.  | 2024.   |
| --------------- | ------ | ------- |
| Кількість осіб: | 16 879 | 16 677  |
| Різниця:        |        | -1,19 % |

## Відомі люди

### Уродженці
- Юрай Червенак (* 1974) — словацький письменник-фантаст.
- Зузана Шебова (* 1982) — словацька акторка.